# Пясъчният човек (Е.Т.А. Хофман)
„Пясъчния човек“ (на немски: Der Sandmann) е новела от Ернст Теодор Амадеус Хофман. Творбата е писана към края на 1815 г. в Берлин. Сюжетен елемент от нея използват либретистите на Жак Офенбах за трето действие на операта „Хофманови разкази“. Пясъчният човек е фолклорен образ, познат в Централна и Северна Европа. Смятало се е, че той хвърля вълшебен пясък или прах върху очите на децата и по този начин те бързо заспиват. В едноименната новела на Хофман, пясъчният човек е представен като същество, което навестява нощем децата, които не спят и им хвърля шепи пясък в очите и те започват да кървят. После ги взима и се отправя към Луната, където с тях храни собствените си деца. „Пясъчният човек“ в новелата е обобщен образ на миксантропическо чудовище, съставено от въображаемия образ на Сънчо от приказките на старата бавачка и зловещата фигура на стария адвокат Копелиус.

## Сюжет
Новелата започва с 3 писма:
1. Писмо от Натанаил до Лотар, брат на годеницата му Клара. Натанаил си припомня с ужас спомените от детството си, свързани с легендарния Пясъчен човек, който краде очите на незаспалите деца и храни с тях своите деца, които живеят на Луната. Главният герой свързва тайнствения посетител на баща си – Копелиус, с Пясъчния човек. Една нощ, като дете, се скрива в кабинета на баща си, за да види Пясъчния човек. Копелиус всъщност е адвокат, който заедно с баща му извършва алхимични опити. Адвокатът хвърля shining masses в огнището. Натанаил се изплашва и започва да крещи. Копелиус забелязва малкото момче, хваща го и се готви да хвърли въглени в очите му, но баща му го спасява. Копелиус започва да изпробва „механизмите“ на ръцете и краката на момчето, но то припада. Година по-късно, при поредните алхимични опити, става инцидент и Натанаиловият баща умира, а Копелиус изчезва. Натанаил остава с впечатлението, че адвокатът е виновен за случилото се.
2. Писмо от Клара до Натанаил, от което става ясно, че вместо до Лотар, Натанаил е изпратил писмото си до своята годеница. Тя смята, че ужасната история от детството му е само в Натанаиловото въображение и че той най-после трябва да превъзмогне случилото се.
3. Натанаил е вече студент. Среща се с продавача на барометри – Копола, като си мисли, че това е Копелиус. Но професорът му по физика Спаланцани гарантира за италианския произход на Копола, докато Копелиус е германец. Натанаил споменава, че Олимпия, дъщеря на Спаланцани, му е направила впечатление с красотата си.
Скоро след третото писмо Натанаил се завръща в родния си град и се вижда с Клара и Лотар, а Копелиус е напълно забравен. Но Натанаил пише поема, в която Копелиус се появява в деня на сватбата им с Клара, опитвайки се да докосне очите ѝ, но той я спасява, хвърляйки злодея в огнен кръг. След като прочита пред Клара своята творба, тя го моли да я изгори. Натанаил я обижда, а брат ѝ Лотър, за да защити честта на сестра си, го предизвиква на дуел, който е отменен по желание на девойката. Натанаил моли своята любима за прошка и ѝ се обяснява в любов.
Натанаил се връща да завърши последната година на обучението си, след което той възнамерява да се върне в родния си град завинаги.
Младежът намира жилището си опожарено и се премества в къща срещу тази на Спаланцани. Това му позволява да наблюдава Олимпия през прозореца. Копола му предлага да си купи нещо от стоката, която продава – лещи, очила и телескопи. Младежът си купува телескоп, с който наблюдава дъщерята на Спаланцани.
Професорът организира бал, на който представя за първи път своята дъщеря – Олимпия. Натанаил е поканен и цяла вечер танцува с нея. Докато разговарят обаче, тя на всичко отговаря с „Ах! Ах!“. В следващите дни той я посещава многократно и ѝ чете стиховете, които Клара намира за скучни, а Олимпия отговаря отново с „Ах! Ах!“. Всички смятат нейните реакции за механични и глупави, но за Натанаил те са знак за разбиране. Студентът решава да ѝ предложи брак, но когато пристига у тях, заварва Спаланцани и Копола да се карат. Двамата мъже спорят, дърпайки тялото ѝ, за това кой е направил очите и кой – часовниковия механизъм. При вида на безжизнената и безока Олимпия, Натанаил изпада в пристъп на лудост и започва да души професора. Спаланцани напуска университета след разкритието за направения от него автомат.
Натанаил се възстановява от случилото се и се събира с Клара и се връща в родния си град. По път за новия им дом, двамата влюбени се изкачват на една камбанария, за да се насладят на гледката. Клара забелязва храст, който се движи към тях. Натанаил вади телескоп си, после поглежда към Клара и на нейно място вижда Олимпия. Това го довежда до лудост и той се опитва да хвърли Клара, но Лотър я спасява. Натанаил се хвърля от камбанарията и се самоубива.
Новелата завършва с това, че Клара е омъжена, майка на две момчета и е намерила семейното щастие, което Натанаил никога нямало да може да и даде.

## Персонажи
- Натанаил – Божи дар – Нарцистичен протагонист с маниакално чувство за мисия
- Клара – чистота – годеница на Натанаил; добросърдечна, порядъчна, принципна
- Лотар – брат на Клара, приятел на Натанаил
- Копелиус – адвокат, сподвижник на Натанаиловия баща в алхимичните му опити
- Копола – продавач на лещи, очила и телескопи
- Спаланцани – професор на Натанаил по физика; създател на Олимпия
- Олимпия – механична кукла

## Терминът Das Unheimliche и пясъчния човек
Терминът се състои от префикс un – не и heimliche – роден. Превежда се като ужасяващо, злокобно, плашещо, а също и като „обезпокоително-странно“. В „Готически роман. Генеология, жанр, естетика“ Огнян Ковачев го превежда като „ужасяващо-странно“, а в друга своя монография „Литература и идентичност: преображения на другостта“ като „неродно“. Обезпокоително-странният ефект на пясъчния човек се отнася към кастрационната принадлежност на кастриращия комплекс от детството.

## Феноменът на „двойника“ в новелата
Героите двойници са взаимозаменяеми. Обектът се идентифицира с някой друг. Двойникът в литературата е застраховка срещу унищожаването на егото. Безсмъртната душа е първият двойник на тялото. Двойници в „Пясъчния човек“:
- Баща на Натанаил – Копелиус
- Спаланцани – Копола
- въобразената от Натанаил жива любима – Олимпия